# Sultana Mahidevran
Mahidevran Gülbahar Hatun (n. 1500 – d. 3 februarie 1581, Bursa, Imperiul Otoman) a fost una dintre concubinele sultanului Soliman I. Au avut un copil, Șehzade Mustafa (1515-1553).

## Viața
Sultana Mahidevran s-a născut în 1500 în Bosphorus. Unii susțin că era de origine albaneză, alții că de origine greacă. În 1515 l-a născut pe Prințul Mustafa, fiul ei și al lui Soliman, care încă guverna la Manisa. După moartea lui Selim I, Soliman a devenit sultan și s-a mutat cu familia sa în palatul Topkapi.
În harem, Mahidevran a avut un rival foarte influent, pe sultana Hurrem (Roxelana), care s-a  dovedit a fi favorita sultanului și după câțiva ani a devenit soția lui. Ambițiile celor două femei erau ținute în frâu de către Valide Sultan Hafsa, dar după moartea acesteia, în 1534, rivalitatea a atins cote maxime. Situația se agravează atunci când între cele două se pornește o luptă, iar Hurrem este bătută.
Soliman înfuriat o trimite pe Mahidevran să trăiască împreună cu fiul său. La sfârșitul domniei lui Soliman, atât Hurrem cât și vizirul Rustem Pasa s-au întors împotriva lui Mustafa.  Mustafa a fost acuzat că a colaborat cu dușmanii, iar din această cauză Soliman a ordonat execuția lui, în anul 1553.
După mulți ani de la execuția fiului său, Mahidevran s-a stabilit în Bursa, unde a trăit în sărăcie pentru că nu avea nici un venit. Noul sultan, Selim al II-lea i-a asigurat totuși lui Mahidevran un venit. Mahidevran a murit la 3 februarie 1581, la vârsta de 81 ani.